# Водник гіпноподібний
Водник гіпноподібний (Fontinalis hypnoides) — вид мохів порядку гіпнобрієвих (Hypnales).

## Поширення
Ареал охоплює такі частини світу: Європа, Північна Америка, Азія.
Населяє камені, валуни, основи дерев, коріння, палиці в струмках, болотах, озерах, ставках; від низьких до високих (0–2800 метрів).

## Характеристика
Рослини до 30 см, зелені, жовтуваті чи блідо-зелені. Стебла від тонких до середніх, мляві, верхівки стебла та гілок пухко листяні, зрідка щільно, коротко звужені; пазушні волоски до 800 мкм. Листки одноморфні, розлогі, в'ялі в сухому стані, пухко прямовисні у вологому стані, яйцеподібні, яйцювато-ланцетні, ланцетні, вузько-ланцетні або лінійно-ланцетні, в основі плоскі або увігнуті, 3–7 мм; краї плоскі; верхівка широко загострена, загострена чи притуплена. Коробочкові ніжки 0.2–0.3 мм. Коробочка овальна, субовальна чи довгаста, 1.5–2.5 мм. Спори 13–20 мкм.